# Berkeley L. Bunker
Berkeley L. Bunker (St. Thomas, 1906. augusztus 12. – Las Vegas, 1999. január 21.) az Amerikai Egyesült Államok szenátora (Nevada, 1940–1942).